# Karel Lismont
Karel Lismont (Borgloon, 8 marzo 1949) è un ex maratoneta belga, argento olimpico ai Giochi di Monaco 1972 e bronzo a Montreal 1976.
Ai campionati europei si è laureato campione nel 1971, conquistando una medaglia di bronzo nel 1978 ed una nel 1982.
Nel suo palmarès figurano anche una maratona di Amsterdam (1976), una maratona di Berlino (1983) e due volte quella di Amburgo (1986-87).

## Altre competizioni internazionali
1968
- Bronzo alla San Silvestre Vallecana ( Madrid)

1969
- Oro alla Sedan-Charleville ( Sedan), 24 km - 1h13'20"

1973
- Oro alla Sedan-Charleville ( Sedan), 24 km - 1h15'28"
- Oro alla Tongrinne-Brye ( Brye), 23,5 km - 1h16'30"
- Oro al Cross di Volpiano ( Volpiano) - 32'39"

1974
- Oro alla Maratona di Kortemark ( Kortemark) - 2h11'30"
- Oro alla Mezza maratona di Borgloon ( Borgloon) - 1h01'30"
- Argento al Challenge Aycaguer ( Lione) - 26'56"

1975
- Oro alla Sedan-Charleville ( Sedan), 24 km - 1h12'35"
- 4º alla Parkloop ( Sint Truiden)

1976
- Oro alla Maratona di Amsterdam ( Amsterdam) - 2h18'48"
- Oro alla Mezza maratona di Heule ( Heule) - 1h08'12"

1977
- Oro alla Maratona del lago Biwa ( Ōtsu) - 2h14'08"
- Oro all'Abdij Cross ( Kerkrade)
- Oro alla Parkloop ( Sint Truiden)

1978
- 4º alla Stramilano ( Milano) - 1h05'54"
- 4º alla Mezza maratona di Borgloon ( Borgloon) - 1h07'15"

1979
- 7º alla Mezza maratona di Borgloon ( Borgloon) - 1h13'54"

1980
- 13º alla Maratona di Fukuoka ( Fukuoka) - 2h13'35"

1981
- Oro alla Saint Pol-Morlaix ( Morlaix) - 1h04'13"

1982
- 8º alla Maratona di Chicago ( Chicago) - 2h13'02"
- Bronzo alla Maratona di Roma ( Roma) - 2h12'36"
- 5º alla Auckland Marathon ( Auckland) - 2h15'27"

1983
- Oro alla Maratona di Berlino ( Berlino) - 2h13'37"
- Bronzo alla Westland Marathon ( Maassluis) - 2h15'31"
- Argento alla Maratona di Phoenix ( Phoenix) - 2h15'50"
- Oro alla Saint Pol-Morlaix ( Morlaix) - 1h04'30"

1984
- 4º alla Maratona di Berlino ( Berlino) - 2h14'56"
- Oro alla Maratona di Monaco ( Monaco di Baviera) - 2h12'50"
- Oro alla Mezza maratona di Eupen ( Eupen) - 1h05'40"
- 8º al Cross dell'Altopiano ( Clusone) - 29'38"
- 6º allo Sprintcross ( Breda) - 28'05"
- Oro all'Abdij Cross ( Kerkrade) - 26'53"

1985
- Oro alla Saint Pol-Morlaix ( Morlaix) - 1h04'21"
- Oro alla Route du Vin Half Marathon ( Remich) - 1h04'39"

1986
- Oro alla Maratona di Amburgo ( Amburgo) - 2h12'12"
- Bronzo alla New Jersey Waterfront Marathon ( Jersey City) - 2h12'31"

1987
- Argento alla Maratona di Enschede ( Enschede) - 2h14'03"
- Oro alla Maratona di Amburgo ( Amburgo) - 2h13'46"
- 5º alla Singelloop ( Breda) - 1h03'39"
- Oro alla Saint Pol-Morlaix ( Morlaix) - 1h05'28"
- 6º alla 10 miglia di Anversa ( Anversa) - 48'11"

1988
- Bronzo alla Singelloop ( Breda) - 1h03'16"
- 9º alla 10 miglia di Anversa ( Anversa) - 48'07"
- 5º alla Schipholrun ( Amsterdam) - 29'44"